# Божићни духови
Божићни духови (енгл. Scrooged) америчка је божићна филмска комедија из 1988. године. Режију потписује Ричард Донер, по сценарију Мича Глејзера и Мајкла О’Донохјуа. Темељи се на новели Божићна прича Чарлса Дикенса из 1843. године, а прати Била Марија у улози Френка Кроса, циничног и себичног ТВ уредника, кога на Бадње вече посећују три духа са намером да му помогну да поврати свој божићни дух. У споредним улогама наступају: Карен Ален, Џон Форсајт, Бобкет Голдвејт, Керол Кејн, Роберт Мичам, Мајкл Џ. Полард и Алфри Вудард.
Добио је позитивне рецензије критичара и био ниминован за Оскара за најбољу шминку и фризуру. Временом је постао редовно приказиван божићни филм на телевизији, при чему су га неки критичари називали алтернативом традиционалним божићним филмовима, док други тврде да је био испред свог времена, што га чини релевантним у данашње време. Појавио се на неколико топ-листа најбољих божићних филмова.

## Радња
Френк Крос је бездушни и шкрти ТВ уредник, којег ништа неће спречити да повећа гледаност своје телевизијске куће. У божићно време смишља неукусне и неприкладне емисије с популарним лицима. Крос има и најновију идеју — на само божићно предвечерје натераће телевизијску екипу да уживо продуцира новелу Божићна прича Чарлса Дикенса.
Кросов живот се мења када га посети његов стари шеф, који је одавно умро, и три духа — Дух прошлог Божића, Дух садашњег Божића и Дух будућег Божића, који ће га повести у шетњу кроз време и показати му зашто је постао тако покварен и шта га чека ако се не промени.

## Улоге
| Глумац            | Улога                   |
| ----------------- | ----------------------- |
| Бил Мари          | Френк Крос              |
| Карен Ален        | Клер Филипс             |
| Џон Форсајт       | Ло Хејворт              |
| Бобкет Голдвејт   | Елиот Лаудермилк        |
| Керол Кејн        | Дух Садашњег Божића     |
| Роберт Мичам      | Престон Рајнландер      |
| Мајкл Џ. Полард   | Херман                  |
| Алфри Вудард      | Грејс Кули              |
| Џон Главер        | Брајс Камингс           |
| Дејвид Џохансен   | Дух Прошлих Божића      |
| Николас Филипс    | Калвин Кули             |
| Мери Елен Трејнор | Тед                     |
| Мејбел Кинг       | бака                    |
| Џон Мари          | Џејмс Крос              |
| Венди Малик       | Венди Крос              |
| Брајан Дојл Мари  | Ерл Крос                |
| Лиса Менде        | Дорис Крос              |
| Марија Рива       | госпођа Рајнландер      |
| Роберт Хамонд     | Дух Божића Који Ће Доћи |
| Стив Кејхан       | техничар                |